# Блум, Генрих
Генрих Блум (нем. Heinrich Blum, чеш. Jindřich Blum; 16 января 1894, Собешице — 1942, концлагерь) — архитектор, строивший в Брно.

## Жизнь
Родился в Собешице около Брно в еврейской семье. Отца звали Шимон, мать Леопольда (при рождении Полатшкова (Polatschková)). Учёбу прошёл в Первом немецком реальном училище в Брно, потом в Немецкой технической школе там же, где прошёл имматрикуляцию 17 января 1903 года. Первый государственный экзамен сдал в 1914 году (51 балл), второй в 1921, вероятно из-за военной службы в Первой мировой войне.
В Технической школе продолжает в роли ассистента, тема его диссертации называлась «анализ застройки Академического района Коровьей горы в связи с территорией между Коровьей горой и Королевским полем».
После учёбы Генрих присоединяется к архитекторам Брно — Эрнст Визнер, Отто Эйслер, Зигмунд Керекеш (Ашер Хирам), для которых главным ориентиром был Адольф Лоос, с которым им удалось встретиться в 1920 году. Благодаря влиянию Лооса Брно сделало большой шаг в применении современной архитектуры. Ещё в половине 30-х годов жил у родителей по адресу Коближна 18. В начале ноября 1941 женился на Gertruda Nasch (рождена 14 января 1879 в Холешове).
В 1942 году Блум был депортирован в рамках окончательного решения еврейского вопроса в Терезин, затем в Избицу. В том же году умер в одном из концентрационных лагерей (в каком точно неизвестно).

## Биография
- 1884 рожден в Собешице около Брно.
- 1903—1921 обучение в Немецкой высшей технической школе в Брно.
- 1920 лекции Адольфа Лооса в Брно.
- 1921-? ассистент в Немецкой высшей технической школе в Брно.
- 1925 диссертация (хранится в архиве Моравской библиотеки[10]).
- 1930-? самостоятельное проектирование в Брно.
- 193?-1939? в ателье Ян Вишек[чеш.].
- 1942 депортирован в Терезин, позже в Люблин, время и место смерти неизвестны[6].

## Реализованные проекты
- 1924 Известковый и цементный завод, адрес Slaměníkova 23. Проект в соавторстве с Франтишком Гиблом (František Hýbl), построен Továrna na portlantský cement a vápno, Leo Czech a spol, Maloměřice.
- 1928 Вилла, адрес Preslova 7. Строители: Адэла (Adéla) и Йиндржих Розенберг (Jindřich Rosenberg)
- 1928 Вилла, адрес Preslova 5. Строители: Альфред (Alfréd) и Мария Коблитз (Marie Koblitz)
- 1931 Deutsche Masaryk-Volkshochschule, адрес Janáčkovo nám. 2a
  - строительная организация: Brünner Deutsches Volksbildungshaus
  - сегодня: Факультет естественных наук Масарикова Университета
- 1932 Вилла, адрес Hroznová 39
  - Строитель: Yohann, Friederike Wittal
- 1932 Блок с минималистскими квартирами для сдачи в аренду, адрес Merhautova 13
  - в соавторстве: Shiram Ašer, Sikmund Kerekes
  - строительная организация: строительный и квартирный кооператив Freundschaft
- 1936 Доходный дом, адрес Preslova 11
  - соавторство: Богуслав Фукс
  - строитель: Dr. J. A H. Lōwitovi
- 1936—1938 Административное здания банка Erste māhrische Sparkasse, адрес Jánská 6-10
  - соавторство: Йозеф Полашек[нем.], Отакар Оплатек (Otakar Oplatek)
  - строитель: Erste māhrische Sparkasse
  - сегодня: банк Česká spořitelna[6][11]

## Конкурсыи проекты
- 1919 проект школы, Тршебич (в соавторстве с Йозефом Полашеком[нем.], Отакаром Оплатком (Otakar Oplatek).
- 1935 проект Немецкого театра, в районе Брно-Вевержи[чеш.].
- 1936 малоквартирные дома, Brno-Štýřice, Brno-Ponava.
- 1937 проект здания управления Чехословацких государственных дорог, Brno-Veveří[11].